# Норборн (Міссурі)
Норборн (англ. Norborne) — місто (англ. city) в США, в окрузі Керролл штату Міссурі. Населення — 634 особи (2020).

## Географія
Норборн розташований за координатами 39°18′9″ пн. ш. 93°40′33″ зх. д. / 39.30250° пн. ш. 93.67583° зх. д. (39.302423, -93.675967).  За даними Бюро перепису населення США в 2010 році місто мало площу 1,68 км², уся площа — суходіл.

## Демографія
Згідно з переписом 2010 року, у місті мешкало 708 осіб у 306 домогосподарствах у складі 185 родин. Густота населення становила 422 особи/км².  Було 367 помешкань (219/км²).
Расовий склад населення:
| - 95,3 % — білих - 2,1 % — чорних або афроамериканців - 0,7 % — корінних американців |

До двох чи більше рас належало 1,7 %. Частка іспаномовних становила 1,3 % від усіх жителів.
За віковим діапазоном населення розподілялося таким чином: 23,0 % — особи молодші 18 років, 59,8 % — особи у віці 18—64 років, 17,2 % — особи у віці 65 років та старші. Медіана віку мешканця становила 40,5 року. На 100 осіб жіночої статі у місті припадало 89,3 чоловіків;  на 100 жінок у віці від 18 років та старших — 91,9 чоловіків також старших 18 років.
Середній дохід на одне домашнє господарство  становив 50 376 доларів США (медіана — 41 607), а середній дохід на одну сім'ю — 64 968 доларів (медіана — 54 167). За межею бідності перебувало 12,9 % осіб, у тому числі 11,0 % дітей у віці до 18 років та 15,2 % осіб у віці 65 років та старших.
Цивільне працевлаштоване населення становило 327 осіб. Основні галузі зайнятості: освіта, охорона здоров'я та соціальна допомога — 23,2 %, виробництво — 17,7 %, роздрібна торгівля — 11,3 %, мистецтво, розваги та відпочинок — 9,2 %.

## Відомі люди
- Ерл Кентон (1896—1980) — американський актор, сценарист і режисер.
- Полін Грейсія Бірі Мак (1891—1974) — американський хімік, житловий економіст і адміністратор коледжу.